# Spyware
Spyware (jiné názvy: špehovací software, špionážní software) je program, který využívá internet k odesílání dat z počítače (či mobilního telefonu nebo jiného zařízení) bez vědomí jeho uživatele. Někteří autoři spyware se hájí, že jejich program odesílá pouze data typu přehled navštívených stránek či nainstalovaných programů za účelem zjištění potřeb nebo zájmů uživatele a využití těchto informací pro cílenou reklamu. Existují ale i spyware odesílající hesla a čísla kreditních karet nebo spyware fungující jako zadní vrátka. Protože lze jen těžko poznat, do které skupiny program patří, a vzhledem k postoji k reklamě řada uživatelů nesouhlasí s existencí a legálností jakéhokoliv spyware. Spyware používají i vlády.
Spyware se často šíří jako součást shareware, a to jako adware nebo bez vědomí uživatelů (ale s vědomím autorů programu). Jakmile je takový program nainstalován a spuštěn, nainstaluje se do systému také spyware. Často se to týká například klientských programů pro peer-to-peer sítě umožňující stahování hudby a videa od ostatních uživatelů. Do mobilního telefonu se může (bez vědomí či viny uživatele) dostat i pomocí IMSI catcheru.
Spyware patří mezi malware, tedy programy, které na počítači běží bez vědomí uživatele a nějakým způsobem jej poškozují, nebo zhoršují jeho funkci. Spyware představuje z hlediska bezpečnosti dat velkou hrozbu, protože odesílá různé informace (historii navštívených stránek, hesla) z počítače určenému uživateli, který tyto informace dále zpracovává.

## Nejčastější příznaky výskytu spywaru
- Nežádoucí domovská stránka (přesměrování na jinou webovou stránku)
- Pomalý start počítače a dlouhé nabíhání internetu
- Při surfování na internetu ve zvýšené míře vyskakují reklamy – pop-up okna
- Přesměrování telefonní linky – u vytáčeného připojení – dialery
- Padající MS Windows (častý restart, chyby, apod.)
- Nové ikony na ploše, které se záhadně objevují

## Druhy spyware-viru
- Adware – obtěžují při práci na počítači reklamou
- Browser helper object – dll knihovna, která umožňuje programátorům změnit a sledovat Internet Explorer
- Hijacker – mění domovskou stránku
- Dialers – přesměrovává telefonní linku na drahé telefonní tarify
- Keyloggers – sleduje každý pohyb na klávesnici, některé druhy odesílají uživatelova hesla
- Miscellaneous – směs spyware
- Remote Administration – umožní vzdálenému uživateli ovládat PC

## Ochrana proti spywaru
- Neprohlížet webové stránky s podezřelým obsahem (pornografie, warez)
- Při surfování používat bezpečnější webový prohlížeč
- Používat antispywarové programy
- Provádět aktualizace systému
- Používat firewall
- Neinstalovat podezřelé programy

## Spyware může odesílat
- části registru systému (uživatelé často pracují pod účtem administrátora)
- IP adresu uživatele, někdy i MAC (fyzickou) adresu
- historii prohlížených stránek
- informace o software a multimediálních souborech, které jsou na počítači
- seznam otevíraných souborů
- celé dokumenty
- uživatelova hesla

## Odstranění spywaru z počítače
Antivirové programy většinu spywaru nenajdou, proto je nutné použít speciální software – antispyware, který si s tím poradí. Je lepší používat antispyware, protože tyto programy mají různou databázi spyware.
Ovšem EDR (endpoint detection and response) software, jako je například Falcon od CrowdStrike, někteří odborníci považují také za spyware.

## Jak antispyware software funguje
Antispyware programy mohou bojovat proti spyware dvěma způsoby:
1. Mohou poskytovat ochranu v reálném čase podobným způsobem jako antivirus – skenují příchozí data ze sítě a vyhledává spyware, následně odstraní detekované hrozby.
2. Antispyware programy mohou být použity výhradně pro detekci a odstranění spyware, který již byl nainstalován do počítače. Tento druh antispyware lze často nastavit na skenování podle pravidelného řádu.

Takové programy prohledají obsah registru systému Windows, soubory operačního systému a instalovaných programů, a odstraní soubory a záznamy, které odpovídají seznamu známých spyware. Ochrana v reálném čase proti spywaru funguje totožně jako antivirové ochrany v reálném čase: software skenuje soubory na disku v době stahování a blokuje aktivitu známých komponent reprezentující špehovací software. V některých případech může také sledovat pokusy instalovat položky po spuštění nebo upravit nastavení prohlížeče. Dřívější verze antispyware programů se zaměřovaly především na detekci spyware a následné odstranění. Program SpywareBlaster od společnosti Javacool Software je jeden z prvních, nabízejících ochranu v reálném čase a blokujících instalaci spyware založené na ActiveX.
Jako většina antivirových software mnoho antispyware/adware nástrojů vyžaduje časté aktualizace databáze hrozeb. Když jsou uvolněny nové spyware programy, antispyware vývojáři je musí najít, vyhodnotit a přidat do seznamu známých spyware. V důsledku toho antispyware software bez pravidelných aktualizací má omezenou účinnost. Aktualizace mohou být instalovány automaticky nebo ručně.
Populární obecný nástroj pro odstranění spyware používaný uživateli, kteří vyžadují určitý stupeň odbornosti, je HijackThis. Tento program skenuje určité oblasti operačního systému Windows, kde se často spyware skrývá, a předkládá seznam s položkami, které lze ručně odstranit. Většina z těchto položek jsou legitimní soubory systému Windows či položky registru, a proto je méně znalým uživatelům doporučeno, aby napsali log HijackThis na některou webovou stránku zabývající se antispyware a nechali odborníky rozhodnout, co odstranit.
Pokud spyware program nebyl zablokován a sám se nainstaluje, může bránit pokusům ukončit jej nebo odinstalovat. Některé programy pracují v párech: když antispyware scanner (nebo uživatel) ukončí jeden běžící proces, druhý program jej opět obnoví. Stejně tak některé spyware detekují pokusy odstranit klíče registru a ihned je znovu přidají. Obvykle bootování nakaženého počítače v nouzovém režimu umožňuje antispyware programu lepší šanci na odstranění přetrvávajícího spyware. 

## Bezpečnostní postupy
Kromě instalace antispyware programů našli uživatelé počítačů několik dalších užitečných postupů pro detekci spyware. Mnoho uživatelů má nainstalován jiný webový prohlížeč než Internet Explorer, jako je Mozilla Firefox nebo Google Chrome. Ačkoliv žádný prohlížeč není zcela bezpečný, Internet Explorer má největší riziko infekce spyware kvůli své velké uživatelské základně a slabým místům, jako je ActiveX.
Někteří poskytovatelé internetových služeb, zvláště vysoké školy a univerzity, přijali jiný přístup k blokování spyware: využívají své sítě firewall a web proxy k blokování přístupu k webům. Dne 31. března 2005 vydalo oddělení informačních technologií Cornell University podrobnou zprávu o chování konkrétního spyware Marketscore, založeném na proxy, a krocích univerzity realizované s cílem zachytit jej. Mnoho jiných vzdělávacích institucí přijalo podobná opatření.
Jednotliví uživatelé mohou také nainstalovat firewall od různých společností. Ty monitorují tok informací do počítače a z počítače v síti a poskytují ochranu proti spyware a malware. Někteří uživatelé instalují velký počet souborů, které brání počítači v připojení ke známým webovým adresám souvisejícím se spyware. Spyware lze nainstalovat pomocí některých shareware programů, nabízených ke stažení. Uživatel by měl proto stahovat programy pouze od renomovaných zdrojů, které mohou prokázat určitou ochranu.
Člověk může rovněž používat dva počítače, jeden připojený na síť (SC – social computer), druhý pouze pro osobní práci (PC).